# Polska Grupa Zbrojeniowa
Polska Grupa Zbrojeniowa (Groupe polonais d'armement) est une entreprise publique polonaise d'armement. Son siège social est situé à Radom. Elle est créée en 2013 sur la base d'une société fondée en 1980 et elle appartient à l'État polonais. Sa création vise à regrouper les différentes entreprises polonaises détenues par l'État produisant du matériel militaire.
En 2018, elle regroupe 60 sociétés employant un total de 17 500 personnes et à un chiffre d'affaires de 4,5 milliards de Złoty soit 1,15 Md€. 